# Naalakkersuisuts hædersydelse
Naalakkersuisuts hædersydelse er en grønlandsk hædersydelse som tildeles af Grønlands Kunstfond til kunstnere hvis "værker og produktion har haft en betydelig indvirkning på kunsten". Hædersydelse består af en 10-årig ydelse hvis grundbeløb  er på 250.000 kr. pr. år. Den blev indført 1. november 2024 i Selvstyrets bekendtgørelse om hædersydelser med hjemmel i Inatsisartutlov om kunstnerisk virksomhed som ændret i 2023.
Der er i alt 4 hædersydelser som uddeles når de bliver ledige. Grundbeløbet reguleres årligt, og hædersydelsen reguleres efter modtagerens øvrige indkomst.

## Modtagere af Naalakkersuisuts hædersydelse
Hædersydelserne blev 28. marts 2025  tildelt til:
- Filminstruktør Inuk Silis Høegh
- Forfatter Niviaq Korneliussen
- Fotograf Inuuteq Storch
- Musiker Ole Kristiansen (de)